# Michael Shannon
Michael Corbett Shannon (7 de agosto de 1974) é um ator, produtor, diretor e músico americano. Ele foi indicado ao Oscar de Melhor Ator Coadjuvante por Revolutionary Road e por Animais Noturnos.

## Vida e Carreira
Shannon nasceu em Lexington, Kentucky. Ele foi criado pelos seus pais divorciados tanto no Kentucky, tanto em Chicago. Ele começou sua carreira como ator de teatro.
Sua estréia no cinema foi com o filme Groundhog Day, em 1993. Mais tarde ele trabalhou nos filmes Pearl Harbor, 8 Mile e Vanilla Sky. Ele interpretou o vilão em Kangaroo Jack.
Seu papel em Revolutionary Road, atuando junto com Leonardo DiCaprio e Kate Winslet, foi muito elogiado. Com esse trabalho ele foi indicado ao Oscar de Ator Coadjuvante. Ele interpretou o papel de Doutor Cross Williams na adaptação de Jonah Hex. Atualmente ele atua como regular na aclamada série de televisão da HBO Boardwalk Empire, como o Detetive Nelson Van Alden. Fez o filme que lhe rendeu muita fama e muito prestígio em The Runaways no qual atuou ao lado de Kristen Stewart e Dakota Fanning, por esse motivo, logo depois foi convidado a participar do novo filme do Super-Man: Man of Steel (filme), no qual fez o vilão General Zod.

## Prêmios e Indicações
| Premiação                            | Ano  | Categoria                                                             | Projeto                                     | Resultado | Ref.  |
| ------------------------------------ | ---- | --------------------------------------------------------------------- | ------------------------------------------- | --------- | ----- |
| Satellite Award                      | 2008 | Melhor ator coadjuvante                                               | Foi Apenas Um Sonho                         | Venceu    | [ 4 ] |
| Oscar                                | 2009 | Melhor ator coadjuvante                                               | Foi Apenas Um Sonho                         | Indicado  | [ 4 ] |
| Satellite Award                      | 2011 | Melhor ator                                                           | O Abrigo                                    | Indicado  | [ 4 ] |
| Online Film & Television Association | 2011 | Best Supporting Actor in a Drama Series                               | Boardwalk Empire - O Império do Contrabando | Indicado  | [ 4 ] |
| Oscar                                | 2017 | Melhor ator coadjuvante                                               | Animais Noturnos                            | Indicado  | [ 4 ] |
| Online Film & Television Association | 2017 | Best Supporting Actor                                                 | Animais Noturnos                            | Indicado  | [ 4 ] |
| Satellite Award                      | 2018 | Melhor ator coadjuvante                                               | A Forma da Água                             | Indicado  | [ 4 ] |
| Satellite Award                      | 2022 | Melhor Ator Coadjuvante em Série, Minissérie, Série Limitada ou Filme | Nove Desconhecidos                          | Indicado  | [ 4 ] |
| Emmy Award                           | 2023 | Melhor ator em minissérie ou telefilme                                | George & Tammy                              | Pendente  | [ 4 ] |

## Vida Pessoal
Shannon tem uma relação com a atriz Kate Arrington. Os dois tem uma filha, Sylvia, que nasceu em 2008.

## Curiosidades
Em duas ocasiões o ator Michael Shannon encarna um personagem que gosta de apostas: como o Primeiro Tenente Gooz Wood, no filme Pearl Harbor (2001) e como o policial corrupto Bobby Monday, no filme Perigo por Encomenda (Premium Rush, de 2012).